# Londres interior
Londres interior (en inglés: Inner London) es el nombre que recibe la zona cubierta por un grupo de municipios de la parte interior del Gran Londres. Fue definida oficialmente por la Ley del Gobierno de Londres de 1963, aunque la Oficina Nacional de Estadística británica (ONS) la modificó posteriormente para otros propósitos. Es la zona más rica de Europa y en ella se ubica también el barrio más caro: West End. En 2013, su PIB per cápita era de 86 400 €, con un índice PPS (Purchasing Power Standard) de 325% , siendo 100% la media de la Unión Europea.

## Definiciones

### Ley del Gobierno de Londres de 1963
La zona que cubre el Londres interior fue definida por la Ley del Gobierno de Londres de 1963 y corresponde casi por completo con lo que anteriormente fue el condado de Londres. Los municipios que se encuentran en ella son:
| - Camden - Greenwich - Hackney - Hammersmith y Fulham - Islington - Kensington y Chelsea | - Lambeth - Lewisham - Southwark - Tower Hamlets - Wandsworth - Westminster |

La Ciudad de Londres no formaba parte del antiguo condado y no es un municipio del Gran Londres, pero también está incluida. North Woolwich es el único municipio metropolitano del antiguo condado que no está dentro del Londres interior, ya que su área pasó a Newham —en el Londres exterior— tras la creación del Gran Londres.

### Oficina Nacional de Estadística británica
La Oficina Nacional de Estadística británica (ONS) define el Londres interior de una forma diferente: Haringey y Newham están dentro de su área, pero Greenwich no. Esta definición es también usada por Eurostat en NUTS-2. Según el censo de 2001, el Londres interior tiene una superficie de 319,29 km² y una población de 2 766 114 habitantes.